# 조니 워싱턴
조니 워싱턴(Johnny Washington, 1984년 5월 6일 ~ )은 미국의 전 야구 선수이자, 현재 메이저 리그 시카고 컵스의 코치이다.

## 선수 시절

### 미국 프로야구 시절
2003년에 텍사스 레인저스에 입단하였다.

## 야구선수 은퇴 후
미국 마이너리그 팀에서 코치로 활동하다가 2017년부터 샌디에이고 파드리스의 코치로 활동했고, 2021년부터 한화 이글스의 코치로 활동했다.